# Comandante (film, 2003)
Pour les articles homonymes, voir Comandante.
Pour plus de détails, voir Fiche technique et Distribution.
Comandante est un documentaire politique américano-espagnol réalisé par Oliver Stone.
Le réalisateur a interviewé Fidel Castro à Cuba sur différents sujets, pendant trois jours, durant l'année 2002.
Comandante a été présenté pour la première fois au Festival du film de Sundance en 2003, mais le film a fait l'objet de polémiques et n'est pas sorti en salles aux États-Unis à cause de pressions politiques. Ce documentaire est toutefois disponible en Europe sous la forme d'un DVD.
Il a été présenté au Festival Cinespaña de Toulouse en octobre 2004.

## Fiche technique
- Réalisation et scénario : Oliver Stone
- Production : Oliver Stone et Fernando Sulichin
- Musique originale : Alberto Iglesias et Paul Kelly
- Photographie : Carlos Marcovich et Rodrigo Prieto
- Montage : Elisa Bonora et Alex Marquez
- Sociétés de production : HBO Documentary, Media Produccion, Morena Films et Pentagrama Films
- Pays : États-Unis - Espagne
- Langues : anglais et espagnol
- Dates de sortie[1] : 
  - États-Unis : 18 janvier 2003 (Festival du film de Sundance)
  - France : 22 mai 2003 (Marché du film de Cannes)
  - Espagne : 6 juin 2003

## Distribution
- Fidel Castro : lui-même
- Oliver Stone : lui-même
- Juanita Vera : elle-même, l'interprète de Castro

## Commentaire
Oliver Stone a produit un autre film sur Fidel Castro en 2004, pour la télévision : Looking for Fidel
Pour une analyse détaillée des films d'Oliver Stone sur Fidel Castro.